# Bois de réaction
Le bois de réaction est, dans un arbre, du bois dans un « état contraint », qui se distingue du bois environnant par des caractéristiques anatomiques, physiques et biochimiques différentes. 
Il est produit en réaction à certaines contraintes physiques (stress mécanique tel que le déséquilibre du houppier, le vent, la chute
d’une branche) perçues par l'arbre. Chaque essence tend en effet à retrouver son « plan d'organisation » quand une contrainte physique l'en éloigne.
Il prend un nom spécifique chez certaines essences (ex : « Veine verte du merisier »,).

## Origine
Il résulte d'une réponse particulière du tronc, d'une branche ou  d'une racine ou d'un contrefort de l'arbre à une sollicitation extérieure (stimuli à la fois endogènes et exogènes). A un moment de la croissance de l'arbre, ce stimulus a dévié le tronc ou une branche de sa position normale. Macroscopiquement, il se marque par des cernes plus larges d'un côté que de l'autre, plus visibles en zone froide où les saisons sont marquées et moins visibles chez les arbres de la forêt équatoriale.
Le bois de réaction  se forme dans les troncs qui s'éloignent de la verticalité, sous l'effet par exemple du vent dominant, d'un affaissement du terrain (sur pente), ou encore en raison du poids inégalement réparti de la neige, ainsi que dans les branches lorsque celles-ci dévient de leur position normale, par exemple en bénéficiant unilatéralement de la lumière réfléchie par un plan d'eau (grandissant plus vite, les branches situées au-dessus de l'eau s'alourdissent).

## Conséquences économiques
Du fait de sa structure différente et de son comportement apparemment paradoxal, la présence de ce bois est aujourd'hui souvent considérée comme un défaut par les scieries et acheteurs de bois (ce qui réduit la valeur de l'arbre, par exemple pour la lutherie). 
Autrefois certains bois naturellement « tordus » (bois tors) et comprenant du bois de réaction étaient au contraire recherchés par les artisans et maitre-charpentiers (les charpentiers de marine notamment) car plus résistants qu'un bois qu'il faut cintrer à la vapeur pour lui donner la courbure d'une étrave ou d'un couple.
La présence de bois de tension et de pression peut favoriser l'éclatement du bois à l'abattage si la chute de l'arbre est violente, ou l'apparition de fentes dans les grumes. Le bois scié se déforme ensuite plus facilement ou présente une surface pelucheuse (sur le bois de tension, chez les essences à bois dur, en raison de la présence d'une couche de fibre différente, dite « Couche G » ou couche de « fibre gélatineuse »).

## Typologie

Coupe transversale et coupe tangentielle dans un arbre redressé. A : Bois de compression ; B : Bois de tension.

Il existe deux sortes de « bois de réaction ». L'un n'est présent que chez les conifères, l'autre seulement chez les feuillus :

### Le bois de compression
Chez les gymnospermes, il se forme sur la face ventrale et comprimée de l'arbre ou de la branche. Il permet de retrouver la verticalité en exerçant une pression longitudinale sur la face ventrale. 
On doit sa première description à Carl Gustav Sanio, en 1860.

Anatomiquement, il est constitué de trachéides plus courtes dont les parois sont plus épaisses et plus lignifiées que les trachéides du bois ordinaire. 
Il s'agit d'un bois plus dense, plus résistant à la compression. Son module d'élasticité est plus faible. Il présente également un retrait longitudinal plus important, ce qui peut occasionner des problèmes lors du séchage.

### Le bois de tension
Chez les feuillus, il se forme sur la face dorsale en extension de l'arbre. 
Il exerce une force de traction longitudinale qui tend à redresser l'arbre. 
Il fut étudié pour la première fois par Hugo von Mohl en 1844 et par Sanio en 1863.
Du point de vue de l'anatomie végétale, il est constitué de vaisseaux plus courts (ce qui peut rendre le bois « pelucheux ») et de fibres plus longues. 
Les parois sont peu lignifiées et comprennent une couche gélatineuse de cellulose presque pure. 
Le bois de tension est, comme le bois de compression, plus dense et dur que le bois normal, et présente également un retrait longitudinal supérieur, quoique ce soit moins marqué que pour le bois de compression.
Autrefois des troncs ou branches maîtresses naturellement cintrées et résistantes étaient recherchées par les charpentiers (pour les machines et dans la construction des navires, le bois de marine) pour produire certaines pièces courbes appelées de manière générale « bois tors » dans la construction navale en bois. Aujourd'hui, le bois de tension a moins de valeur. S'il se trouve en trop grande proportion dans la grume, celle-ci peut être inutilisable pour toute utilisation autre que le bois de chauffage ou la trituration. 
En France, dans le cadre de ses axes de recherche sur la génétique forestière et l'amélioration végétale, l'INRA étudie la formation du bois et en particulier celle du « bois de tension » en lien avec celle du cambium. L'INRA recherche dans ce cadre des « gènes d’intérêt » (popFLA, LIM, enzymes de la voie de biosynthèse des lignines) tout en voulant mieux comprendre les réponses du bois aux stress mécaniques, ainsi que leurs interactions avec le stress hydrique. Le peuplier (éventuellement transgénique) est l'espèce modèle choisie par l'INRA (qui a publié des données originales sur le génome de peuplier (première espèce ligneuse séquencée dans le monde), mais aussi sur la comparaison des transcriptomes des deux types de cellules initiales du cambium (cellules fusiformes et radiales), sur l'évolution des profils transcriptomiques lors de la cinétique de la formation du bois de tension.